# ایرک زینوروف
ایرک زینوروف (روسی: Ирек Хайдарович Зиннуров؛ زادهٔ ۱۱ ژانویهٔ ۱۹۶۹) ورزشکار واترپلو اهل روسیه است.
وی همچنین برندهٔ جوایزی همچون نشان دوستی شده‌است.
وی در مسابقات کشوری و بین‌المللی در مجموع برندهٔ ۱ مدال طلا، ۱ مدال نقره، ۱ مدال برنز شده‌است.